# Потьомкін Володимир Петрович
Володимир Петрович Потьомкін (7 (19) жовтня 1874, Твер — 23 лютого 1946, Москва) — радянський державний діяч, дипломат і учений, народний комісар освіти РРФСР, президент Академії педагогічних наук. Член ЦК ВКП(б) (1939—1946). Депутат Верховної Ради СРСР 1—2-го скликань.

## Біографія
Народився 19 жовтня 1874 року в місті Твер в родині лікаря. У 1898 році закінчив історико-філологічний факультет Московського університету. Під час навчання в університеті за участь в революційному русі зазнав з боку царської влади репресій і знаходився в Бутирській в'язниці.
Після закінчення університету займався педагогічною і науковою діяльністю в Москві, Катеринославі і знову в Москві (куди він повернувся, рятуючись від переслідування Катеринославської влади за участь в революції 1905—1907 років).
Водночас він вів пропаганду марксизму в студентських гуртках і агітаційну роботу за завданням Московського комітету РСДРП(б), набувши в цей період популярності, як один з видатних пропагандистів марксизму.
Після Жовтневої революції працював у галузі народної освіти в Московській губернській раді, брав участь у створенні першого робочого університету (1917). У 1918—1919 роках він працював у відділі шкільної політики Народного комісаріату просвіти. За ініціативою Потьомкіна були організовані Всеросійські курси учителів, скликаний I з'їзд по народній освіті і I Всеросійський з'їзд по позашкільній освіті (1919).
У 1919—1920 рр. знаходився на фронтах громадянської війни, займаючи пости члена Реввійськради 6-ї армії, начальника політвідділу Західного, а потім Південного фронтів. Після закінчення війни керував Одеським губернським відділом народної освіти, одночасно будучи начальником губернських військово-політичних курсів.

## Дипломатична робота
З 1922 року — на дипломатичній роботі. У 1922 році він був членом радянської Репатріаційної комісії у Франції; влітку 1923 року був призначений головою Репатріаційної комісії в Туреччині. В 1924—1926 рр. він був генконсулом у Стамбулі, в 1927-29 рр. — радником повпредства СРСР у Туреччині, в 1929-32 рр. — повпредом в Греції, в 1932—1934 рр. — повпредом в Італії.
В 1933 році підписав радянсько-італійський договір про дружбу, ненапад і нейтралітет. У 1934 році він входив до складу радянської делегації на Асамблеї Ліги Націй.
В 1934—1937 роках обіймав посаду повпреда СРСР у Франції. У цей період він брав участь в переговорах про укладення франко-радянського договору про взаємну допомогу, який і підписав з боку СРСР 2 травня 1935 року. У 1936 році підписав угоду про продовження франко-радянської торгової угоди 1934 року.
В 1937—1940 роках був першим заступником народного комісара закордонних справ СРСР. Він брав участь в Московських переговорах 1939 року між СРСР, Великою Британією та Францією і у ряді інших переговорів.

## Освітня та наукова робота
З 28 лютого 1940 і до своєї смерті 23 лютого 1946 року був народним комісаром просвіти РРФСР. За ініціативою Потьомкина в 1943 році була створена Академія педагогічних наук РРФСР, першим президентом якого він був (1943—1946). У тому ж році він був обраний дійсним членом Академії наук СРСР. На XVIII з'їзді ВКП(б) був обраний в члени ЦК. У 1937 і 1946 роках був обраний депутатом Верховної Ради СРСР.

## Праці
Є автором ряду наукових робіт, присвячених питанням історії міжнародних відносин і педагогіки. Керував створенням колективної тритомної наукової праці «Історія дипломатії».

## Нагороди
- Двічі лауреат Сталінської премії.
- Орден Леніна.
- Орден Червоного Прапора.
- Орден Трудового Червоного Прапора.